# ГЕС Олд-Гікорі
ГЕС Олд-Гікорі (англ. Old Hickory Dam) – гідроелектростанція у штаті Кентуккі (Сполучені Штати Америки). Знаходячись між ГЕС Cordell Hull (вище по течії) та ГЕС Cheatham (36 МВт), входить до складу каскаду на річці Камберленд, лівій притоці Огайо, котра в свою чергу є лівою притокою Міссісіпі (басейн Мексиканської затоки).
У 1952-1954 роках річку перекрили греблею висотою від підошви фундаменту 30 метрів (висота від тальвегу 25 метрів) та довжиною 1143 метри, яка включає земляну ділянку довжиною 875 метрів та бетонні секції: судноплавний шлюз (розміри камери 122х26 метрів), водопропускну споруду та машинний зал (довжина цих частин 44, 102 та 116 метрів відповідно). На зведення греблі пішла 331 тис м3 бетону та 345 тис м3 породи, крім того, знадобились роботи з екскавації в об’ємі 1,4 млн м3. Гребля утримує витягнуте по долині річки на 157 км водосховище з площею поверхні від 79 км2 до 91 км2 та об’ємом 672 млн м3, в якому припустиме лише незначне коливання рівня у операційному режимі між позначками 134,7 та 135,6 метра НРМ.
Інтегрований у греблю машинний зал в 1957-му обладнали чотирма турбінами типу Каплан потужністю по 25 МВт, які при напорі у 13 метрів забезпечують виробництво 464 млн кВт-год електроенергії.